# کاپیتینیانو
کاپیتینیانو (به ایتالیایی: Capitignano) یک کومونه در ایتالیا است که در استان لاکویلا واقع شده‌است.

## خصوصیات
کاپیتینیانو ۳۰٫۶۲ کیلومترمربع مساحت و ۶۷۶ نفر جمعیت دارد و ۹۱۶ متر بالاتر از سطح دریا واقع شده‌است.